# Bistum Metz
Das Bistum Metz (lat.: Dioecesis Metensis) ist eine immediate Diözese der römisch-katholischen Kirche in Frankreich mit Sitz in Metz.
Sein Gebiet umfasst heute das Département Moselle. Bis zur Neuerrichtung des Bistums Speyer (1817) bzw. des Bistums Trier (1821) gehörten auch Teile des heutigen Saarlandes und der Westpfalz zum Bistum Metz, beispielsweise Saarbrücken, Homburg und Hornbach.

## Geschichte

### Frühes und hohes Mittelalter
Das wohl im 4. Jahrhundert gegründete und seit dem Jahr 535 sicher nachweisbare Bistum Metz gehörte ursprünglich zur Kirchenprovinz Trier an. Schon während der Merowingerzeit gelang ihm der Erwerb zahlreicher Güter, so dass es die beiden übrigen lothringischen Bistümer Toul und Verdun bei weitem übertraf – im Frühmittelalter verfügte der Bischof über erhebliche Besitzungen bis zum Chiemsee im Osten und den Cevennen im Süden.
Bei den karolingischen Reichsteilungen nach dem Tod Ludwigs des Frommen kam das Bistum im Jahr 843 zu Lothringen und 870 zum Ostfrankenreich.
Der Bischof von Metz hatte die Oberhoheit über die Grafschaft Metz und seit dem Jahr 1065 auch über die Grafschaft Saarbrücken, konnte aber den Anspruch, ein Gegengewicht zum Herzogtum Lothringen zu bilden, nicht erfüllen. Vor allem die Selbständigkeit der Stadt Metz (1189) und der Verlust der Grafschaft Dagsburg reduzierten den Einfluss des Bischofs erheblich. Zwar blieb der Bischof formal Oberhaupt der Stadt, verlegte aber seine Residenz nach Vic-sur-Seille. 1296 wurde der Bischof von Metz Lehnsmann des Königs von Frankreich.

### Vom Spätmittelalter bis zur Revolution
Das seit dem 14. Jahrhundert unter der schlechten Wirtschaftslage leidende Bistum lenkte zunehmend die französischen Blicke auf Lothringen und damit auf seine Gebiete. Zudem ernannten die Päpste in Avignon nun stets Kleriker aus Südfrankreich mit Verwandtschaft in Lothringen zu seinen Bischöfen. Obwohl das Bistum über eine eigene Landesherrschaft verfügte, pflegten die Bischöfe nicht in ihrem Herrschaftsgebiet zu residieren.
Das Bistum zählte ursprünglich in seiner geistlichen Verwaltung nur einen Archidiakon, welcher im 10. Jahrhundert um einen zweiten ergänzt wurde. Zwischen 1073 und 1090 wurde ihre Zahl dann auf vier erhöht, was sich dann bis zur Säkularisation des Bistums nicht mehr änderte. Diese waren seit dem 13. Jahrhundert in Dekanate unterteilt. Im Jahr 1361 beherbergten diese 461 Pfarreien, und 1544 waren es 540 Pfarreien. Von diesen hatte der Bischof lediglich in zwei Pfarreien das Patronatsrecht. In seinen Pontifikalfunktionen konnte der Bischof seit der Mitte des 14. Jahrhunderts auf Weihbischöfe zurückgreifen.

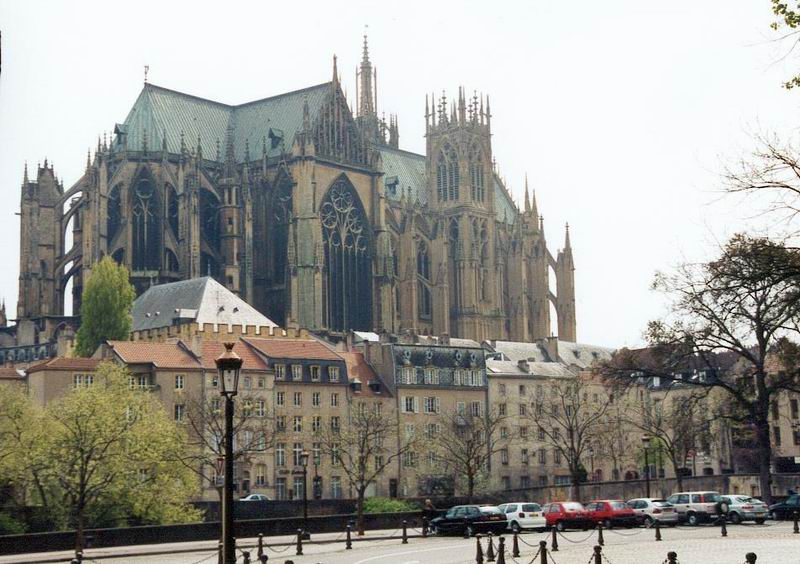
Metz: Stadtkern und Kathedrale

Das Domkapitel der Kathedrale St. Paul umfasste 60 Präbenden, an deren Spitze der Primicerius und der Dekan standen. Seit 1224 besaß das Kapitel das Recht der Bischofswahl, was es jedoch nach der Wahl von 1302 endgültig verlor. Das Wiener Konkordat, welches den Kapiteln das Wahlrecht einräumte, wurde dem Bistum ausdrücklich versagt. Der Bischof wählte nun 1457 einen Kölner Domherren zu seinem Koadjutor und verpflichtete das Kapitel, diesen nach seinem Tode zum Bischof zu wählen. Auf diese Weise hoffte er, seinem Bistum doch noch die freie Bischofswahl verschaffen zu können. Das Kapitel aber verspielte diese Chance und wählte einen aus Lothringen stammenden Kandidaten. Der Papst aber ernannte den Kölner Domherren Georg von Baden zum Bischof.
Von 1484 bis 1607 entstammten alle Bischöfe dem Hause Lothringen. 1552 besetzte der französische König, der sich im Vertrag von Chambord mit einigen protestantischen Fürsten darüber verständigt hatte, die Städte Metz, Toul und Verdun. Karl V. misslang im folgenden Jahr die Rückeroberung von Metz. Die Eroberungen wurden damit faktisch der französischen Krone unterstellt und aus dem oberrheinischen Reichskreis herausgelöst.
Lothringen trat 1556 alle weltlichen Rechte an Metz und den in Frankreich gelegenen Territorien an den König ab. Alle Versuche des Reiches, dies zu verhindern, scheiterten auf dem Schlachtfeld. 1613 zwang der französische König den Bischof zur Huldigung; seit 1632 wurden dann die Befugnisse des Gouverneurs von Metz auf alle Gebiete des Fürstbistums ausgedehnt. 1648 erfolgte durch den Westfälischen Frieden die endgültige Abtretung des Bistums an Frankreich, zusammen mit den beiden anderen Hochstiften Toul und Verdun, die zusammen die Provinz der Drei Bistümer bildeten. Formal gehörte der Bischof nun dem Lothringer Parlament an, nannte sich aber bis 1790 noch Fürst des Heiligen Römischen Reichs. Zu dieser Zeit besaß das Bistum die Lehensherrschaften Helfedange, Habondange und Hingsingen, die Herrschaften Lagarde, Türkstein und Chatillon, die Grafschaft Rixingen, die Burgen Remilly, Vic, Freiburg im Breisgau, Baccarat und Rambervillers.

### Seit dem 19. Jahrhundert
Das Bistum Metz ging in der Französischen Revolution unter, wurde 1801 wiederhergestellt, 1802 dem Erzbistum Besançon unterstellt und 1874 – nach dem Deutsch-Französischen Krieg – exemt. Von deutscher Seite aus wurde es den deutschen Bistümern gleichgestellt, galt jedoch immer als ein Ausnahmegebiet. Mit seinem erneuten Fall an Frankreich 1918 verlor es wieder das Recht der freien Bischofswahl. Es bildet jedoch noch immer gemeinsam mit dem Erzbistum Straßburg ein kirchliches Ausnahmegebiet in Frankreich, weil die beiden Bistümer 1905, als in Frankreich die strikte Trennung von Kirche und Staat durchgeführt wurde, nicht Teil des französischen Staatsgebietes waren. So wird in beiden Bistümern (wie auch in den evangelischen Kirchen im Elsass und in Lothringen) eine Kirchensteuer erhoben, im Gegensatz zu den sonstigen Bistümern des Landes.